# Герб Петровска-Забайкальского
Герб города Петровск-Забайкальского Забайкальского края Российской Федерации — официальный символ муниципального образования.
Герб утверждён Решением № 74 исполкома Петровск-Забайкальского городского Совета народных депутатов 2 марта 1984 года.
Герб в Государственный геральдический регистр Российской Федерации не внесён.

## Описание герба
«Щит рассечённый. В правом, червлёном поле, чёрный металлургический ковш со стилизованной серебряной струей металла. В левом, лазуревом поле, зелёный тепловоз на рельсах. Поверх всего над линиями деления полей золотой монумент. В серебряной вершине щита название города чёрными буквами». 

## Описание символики
Ковш в гербе символизирует металлургию (город возник на месте посёлка Петровский завод, славившегося чугуноплавильным производством).
Тепловоз обозначает местоположение города на Транссибирской магистрали.

## История герба
В постсоветский период герб Петровск-Забайкальского 1984 года не пересматривался городскими властями в качестве официального.
Герб советского периода имеет ряд геральдических ошибок, в частности, нарушено основное правило геральдики — правило тинктур. По всей видимости, по этой причине, герб не внесён в Государственный геральдический регистр Российской Федерации.